# Liste des gadgets de James Bond
 (avril 2011).
 (avril 2011).
Si vous disposez d'ouvrages ou d'articles de référence ou si vous connaissez des sites web de qualité traitant du thème abordé ici, merci de compléter l'article en donnant les références utiles à sa vérifiabilité et en les liant à la section « Notes et références ».
Cet article contient une liste des gadgets et équipements spéciaux utilisés par l'agent secret James Bond.
Ces équipements lui sont fournis par l'inventive section Q. Ils sont rangés dans cette liste par films et jeux vidéo.

## Listes

### Films
Cette liste est dans l'ordre de la sortie des films.

#### Dr. No
- Compteur Geiger, Bond doit en demander un à la Grande-Bretagne avant de l'utiliser pour déterminer la radioactivité de l'île de Crab Key.
- Sac auto-destructeur.
- Montre Rolex Submariner 6538, sur un bracelet OTAN G-10 avec des rayures noires vert et rouge[1].
- Walther PPK 7,65 mm. Il s'agit de la première apparition de cette arme qui remplace le Beretta 950 Jetfire.

#### Bons baisers de Russie
- Une mallette spéciale avec :

1. Un fusil AR-7 22LR avec lunette infrarouge,
2. Les munitions du fusil télescopique,
3. 50 souverains en or,
4. Une cartouche de gaz lacrymogène déguisée en poudre de talc,
5. Un Stylet Applegate-Fairbam.

- Un Pager. Bond n'avait aucun moyen de savoir s'il devait prendre contact avec le MI6. Il est intéressant de noter que Bond avait aussi un téléphone radio installé dans sa voiture.
- Un appareil de photographie magnétophone.
- L'elcomètre, détecteur de tables d'écoutes avec sa housse en cuir. fabriqué par East Lancs, Chemical co. Manchester.

#### Goldfinger
- Aston Martin DB5
  - Pare brise, glace latérale et lunette arrière à l'épreuve des balles.
  - Plaque d'immatriculation rotative avec 3 numéros (Angleterre, France, Suisse) BMT 216A, 4711-EA-62 et LU 6789 (canton suisse de Lucerne).
  - Accoudoir central très spécial avec un mécanisme de défense, comportant : 
    - Diffuseur d'écran de fumée, via l'échappement
    - Éjecteur dans les feux arrière d'une nappe d'huile
    - Écran pare-balles arrière
    - Mitrailleuse Browning à canon court cachée derrière les feux de position avant gauche et droite
    - Fumigène
    - Éjecteur de clous triple pointes (ou caltrops)
    - Destructeur de pneu caché dans les moyeux des jantes à rayon.

  - Dans le levier de changement de vitesse, le petit bouton rouge, pour actionner le siège éjectable du passager, une seconde après éjection du toit.
  - Sur le tableau de bord, caché sous l'autoradio, un récepteur audio visuel (portée 250 km) permettant de suivre un émetteur vibreur de localisation magnétique homer (placé dans une voiture).
  - Cache d'armes sous le siège comprenant :
    - Un Smith et Wesson Combat Magnum .357
    - Un Smith et Wesson .38
    - Un Walther P38
- Homer 2, petit émetteur vibreur de localisation, modèle standard de campagne, caché dans le talon de sa chaussure.
- Un masque de plongée orné d'une mouette. Dans le pré-générique
- Ceinture contenant de la mousse explosive et un détonateur. Dans le pré-générique

#### Opération Tonnerre
- Une Breitling top time avec compteur Geiger intégré.
- Un jetpack.
- Un petit respirateur qui lui permet de rester sous l'eau environ 3 minutes, ce gadget lui sera utile lorsqu'il sera pris dans la piscine aux requins ou lorsqu'il voudra observer la coque du yacht d'Émilio Largo.
- Une fusée éclairante pour se faire apercevoir de loin.

#### On ne vit que deux fois
- Prototype d'autogire dont la propulsion est assurée par une hélice située à l'arrière, alors qu'une autre située au-dessus de la tête du pilote permet à l'engin de se maintenir en l'air, baptisé la Petite Nellie, l'engin est équipé de mitrailleuses, de missiles et d'un canon à fumée.
- Décodeur, gadget portable et pratique, le décodeur compose un nombre infini de combinaisons possibles jusqu'à déchiffrer le code correct. Un voyant lumineux s'allume alors pour indiquer que l'appareil a lu une partie de la combinaison avec succès.
- Ensemble de MBA Gyrojet Lance-Roquettes 13 mm Pistols, Carbine & Rifle, une cigarette qui déclenche un coup de feu en l'allument (Naïcho, centre d'entrainement Ninja).

#### Au service secret de Sa Majesté
- Une grosse valise avec système d'ouverture de coffre-fort et copie de documents papier.
- Aston Martin DBS.

#### Les diamants sont éternels
- Un imitateur de voix.
- Un système pour gagner aux machines à sous.
- Un piège pour les mains indiscrètes.
- Des fausses empreintes digitales que l'on pose sur les doigts pour se faire passer pour un autre.
- Un lance grappin d'escalade.

#### Vivre et laisser mourir
- Une Rolex submariner sans date, avec protection de couronne, émission d'un champ magnétique surpuissant et lunette tournante se transformant en scie rotative.
- Pistolet pneumatique anti-requins.

#### L'Homme au pistolet d'or
- Un système de mise à feu/appareil de photographie Nikon.

#### L'Espion qui m'aimait
- Le premier prototype de scooter des mers Dynafoil Mark I.
- Une montre dotée de la fonction télex.
- Une boite à cigarette cachant un lecteur de microfilm.
- Bâtons de ski équipés d'une arme
- Parachute aux couleurs du Royaume-Uni.
- Lotus esprit turbo submersible avec :

1. Lance missile vertical,
2. Écran de fumée,
3. Mines,
4. Lance harpons en face avant,
5. Système de visé,
6. Lanceurs d'huile cachés sous la plaque d'immatriculation arrière.

#### Moonraker
- Seiko memory bank calendar au design épuré, détonateur de charge relié par câble.
- Un briquet/appareil de photographie.
- Un système d'ouverture de coffre-fort caché dans une boîte à cigarettes.
- Une gondole pouvant se transformer en hovercaft.
- Un bracelet lance-fléchettes perforantes, anti-blindage (bagues bleues) et empoisonnée au cyanure mortel en 30 secondes (bagues rouge).
- Un bateau Glastron Carlson CV23HT équipé :
  - d'un écran pare-balles arrière
  - de deux largueurs de mines à l'arrière
  - d'un lance-torpille arrière
  - d'un delta-plane intégré au bimini

#### Rien que pour vos yeux
- Un appareil capable de faire des portraits robot.
- Lotus esprit turbo avec système antivol, explosion totale de la voiture en cas de tentative de vol.

#### Octopussy
- Deux Seiko LCD dans le film aux fonctions distinctes, sur la G757 Sports 100, un récepteur relié à un émetteur placé dans un objet recherché (l’œuf de Fabergé), et sur l’autre, une petite télévision à cristaux liquides.
- Un système de balise et microphone dans un œuf Fabergé.
- Un stylo éprouvette contenant de l'acide.
- Un sous-marin crocodile.
- Une montgolfière avec caméra TV.
- Minijet Acrostar le plus petit avion à réaction au monde. Dans le pré-générique

#### Jamais plus jamais
- Montre laser.
- Stylo plume lance-roquettes qui n'est pas au point.
- Une moto Yamaha XJ 650 Turbo avec gadgets :

1. Deux moteurs-fusées dans les tubes d'échappement,
2. Des pare-chocs rétractables avant et arrière.

- Jet pack Navy YT-7B fourni par la marine américaine.

#### Dangereusement vôtre
- Un robot miniature de surveillance.
- Un porte-feuille photocopieur
- Une montre à garrotter.
- Un stylo plume incendiaire.
- Un détecteur de mouchard caché dans un rasoir Philishave.
- Une bague appareil de photographie.
- Des lunettes/jumelles polarisantes (supprime les reflets des vitres)
- Un bateau camouflé en iceberg. Scène pré-générique

#### Tuer n'est pas jouer
- Aston-Martin V8 Volante :

1. Lasers découpeurs de carrosserie dans les moyeux de roues avant,
2. Viseur projeté sur le pare-brise guidant les lance-missiles,
3. Pneus à clous et skis rétractables,
4. Réacteur dissimulé sous la plaque d'immatriculation arrière,
5. Mode auto destruction.

- Un porte-clés chargé de plastic explosif activé par sifflement, ainsi qu'un gaz étourdissant.
- Des clés pouvant ouvrir 90 % des serrures du monde.
- Un fusil de sniper Walther WA-2000.

#### Permis de tuer
- Un réveil explosif.
- Un appareil photo/fusil de sniper à signature.
- Un Polaroid à Rayons X et laser intégré.
- Un explosif plastique caché dans un tube de dentifrice ainsi que son détonateur dissimulé dans un paquet de cigarettes.

#### GoldenEye
- Pistolet piton laser, destiné à s'introduire dans des lieux difficiles d'accès, équipé d'un filin d'alpiniste, d'un grappin autobloquant et d'une visée laser.
- Un stylo/grenade amorçable en trois clics.
- Une ceinture de cuir avec une corde de rappel cachée dans la boucle.
- Une montre Oméga équipée d'un détonateur pour mine et d'un laser.
- Une BMW Z3 :

1. Radar omnidirectionnel,
2. Missiles Stinger dissimulés sous les phares avant,
3. Système d’autodestruction,
4. Parachute.

#### Demain ne meurt jamais
- Téléphone portable Ericsson DT 360 LECT muni d'un scanner de reconnaissance d'empreintes digitales et reproduction, d'un taser, d'une antenne pour ouvrir les serrures électroniques en plus des fonctions classiques d'un téléphone cellulaire.
- Une BMW 750IL Security Plus compatible avec le téléphone portable permettant de piloter/commander à distance le véhicule et ses équipements :

1. Mitrailleuses,
2. GPS,
3. Caméras à l'avant et à l'arrière,
4. Lance-roquettes dans le toit ouvrant,
5. Pneus increvables,
6. Alarme à décharge électrique,
7. Diffuseur de gaz lacrymogène,
8. Sème des clous crevant les pneus des poursuivants,
9. Vitres à l’épreuve des balles,
10. Coupeur de câbles dépliable sous le logo avant,
11. Coffre fort à empreinte digitale.
12. Voix féminine de "sécurité"

- Le nouveau 9 mm Walther P99.
- Une montre Oméga équipée d'un détonateur.

#### Le monde ne suffit pas
- Une montre Oméga équipée d'une lumière et d'un grappin.
- Des lunettes permettant de voir les armes et autres choses à travers les vêtements.
- Un blouson airbag.
- Une BMW Z8 :

1. Lance-missiles anti-aérien dans l'aile droite, viseur incrusté dans le logo du volant,
2. Blindage en titane, mais qui ne résiste pas aux scies,
3. Véhicule commandé à distance.

#### Meurs un autre jour
- Une Aston Martin V12 Vanquish :

1. Camouflage évolutif rendant le véhicule invisible,
2. Siège éjectable,
3. Mitrailleuse à visée laser pour verrouiller une cible en mouvement,
4. Torpilles,
5. Pneus cloutés.

- Une bague avec agitateur sonore à très haute fréquence capable de briser une vitre blindée.
- Une montre Oméga équipée d'un détonateur et d'un laser.

#### Casino Royale

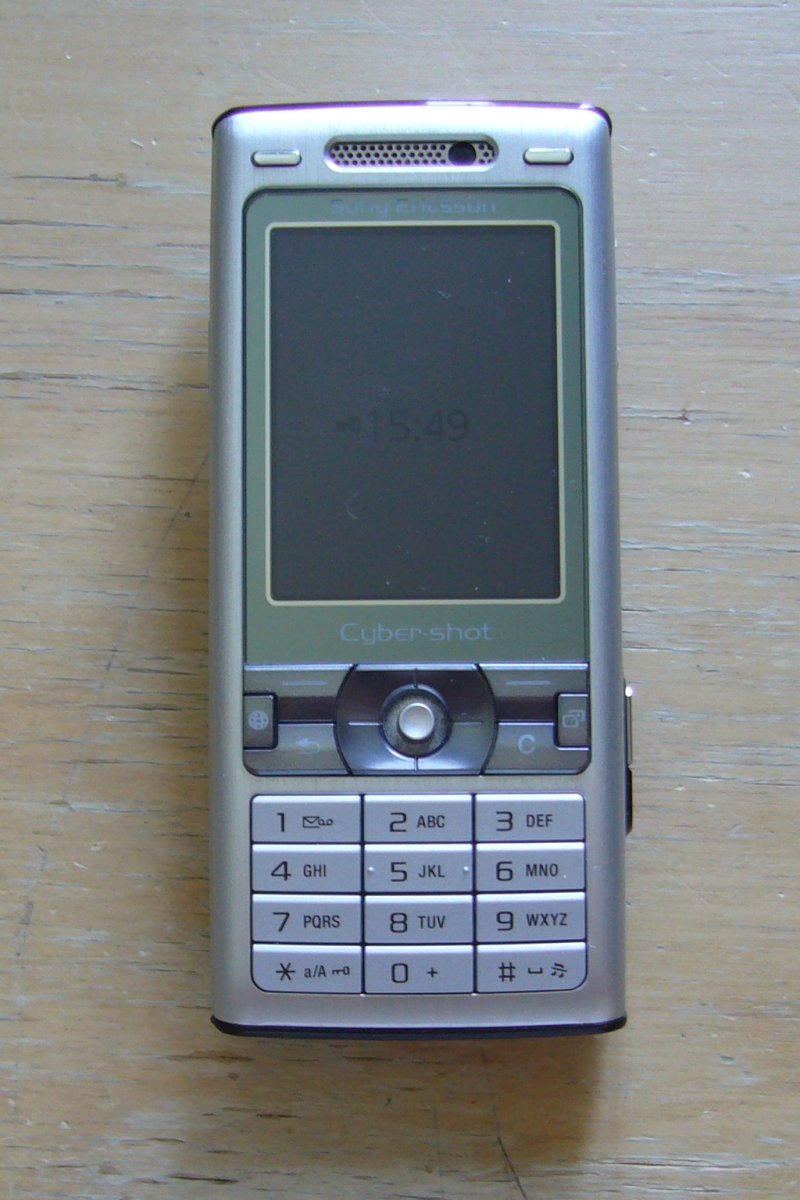
Téléphone cellulaire utilisé par James Bond.

- Sony Ericsson K800 Téléphone cellulaire sophistiqué avec GPS et appareil photo de 3,2 mégapixels, avec la possibilité de prendre plusieurs photos très rapidement.
- Un mouchard dans l'avant bras de James Bond pour le localiser et connaitre son état physique en temps réel.
- Un kit de secours high-tech dans la boite à gant de l'Aston Martin DBS, avec défibrillateur et pare-brise, pare-balles.

#### Quantum of Solace

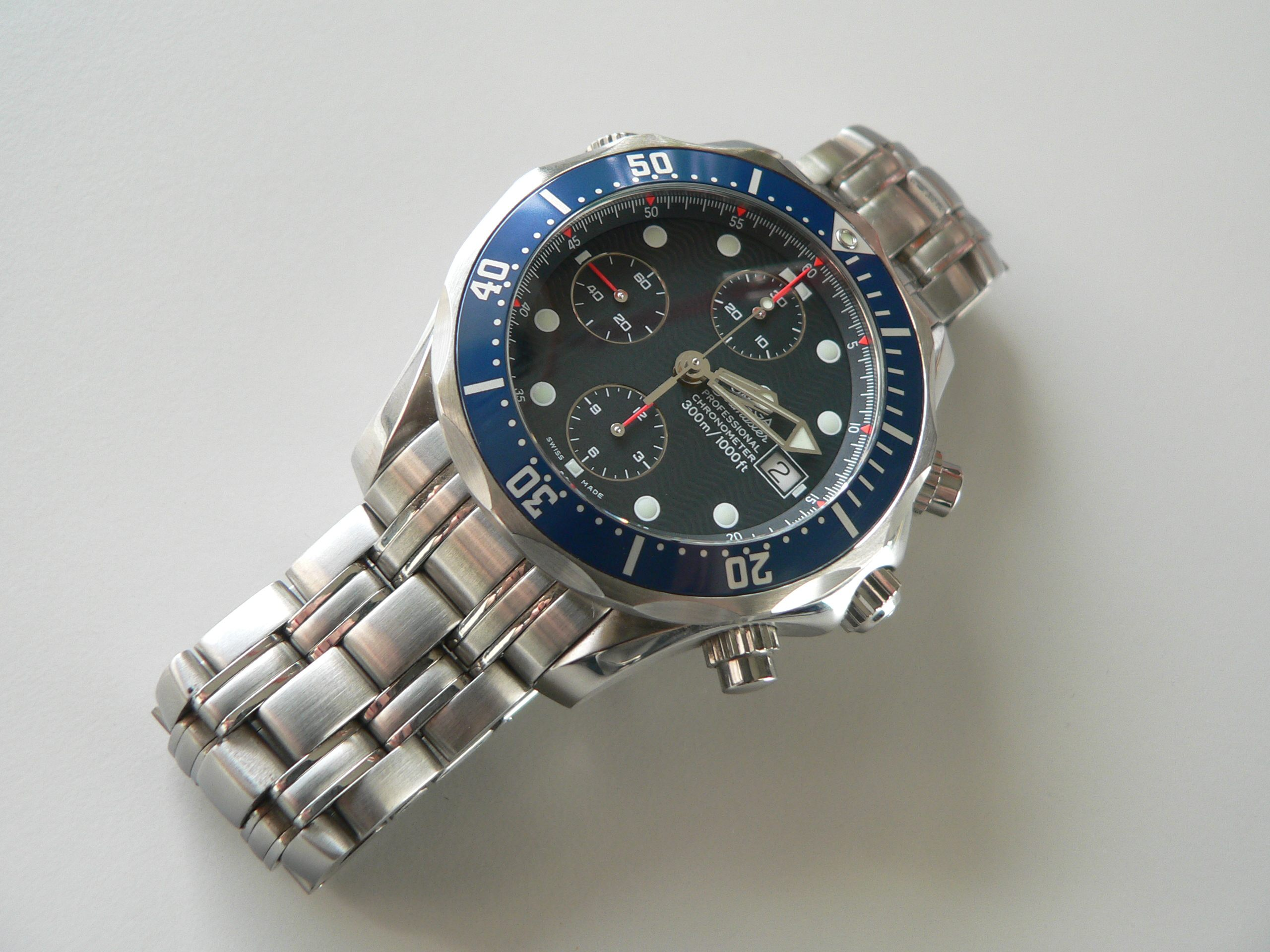
L'Omega Seamaster, l'une des montres de Bond.

- Un téléphone cellulaire capable de tracer tout autre téléphone ayant appelé à un numéro précis. Le téléphone est également équipé d'un appareil photo épaulé par des prises de vues satellites.

#### Skyfall
- Un Walther PPK 9mm muni d'une reconnaissance d'empreintes palmaires.
- Une radio qui donne la localisation de Bond à ses supérieurs lorsqu'il l'active.

#### Spectre
- Produit liquide injecté dans le corps permettant la géolocalisation (appelé Smartblood)
- Montre avec charge explosive intégrée
- Aston Martin DB10 Concept-Car :

1. Puissance de montée à 100 km/h en 3 secondes
2. Blindage pare-balle intégral
3. Lance-flamme par les pots d'échappement
4. Siège éjectable

### Jeux vidéo

#### Nightfire
Porte-clé TaserCe gadget possède une petite charge susceptible d'immobiliser temporairement un ennemi. Chaque utilisation doit être suivie d'un temps de rechargement.
Montre laserLa montre de James Bond dissimule un laser qui permet de découper facilement des serrures ou des câbles.
GrappinLe grappin permet de s'agripper à un point situé en hauteur.
Lunettes à vision amélioréeCes lunettes améliorent la luminosité ambiante et peuvent fournir une image au travers de surfaces fines ou avec rendu thermique des infra-rouges.
Q-VirusLe fait de télécharger ce programme dans un ordinateur permet à la section Q d'accéder à distance aux données cryptées du système ciblé.
DécodeurSous l'apparence d'un téléphone portable classique, ce micro-ordinateur sophistiqué permet de déjouer des serrures électroniques.
Rasoir grenadeCe rasoir peut s'utiliser en tant que grenade étourdissante activée à distance.
Korsakov K5Ce pistolet est équipé de fléchettes non létales qui peuvent neutraliser un adversaire temporairement.

#### Quitte ou Double
Lance-grappinCe gadget permettant d'escalader les murs s'avère essentiel lorsqu'il faut quitter les lieux précipitamment.
Drone araignéeC'est une fausse araignée télécommandée munie d'une caméra. Il est possible de la faire exploser ou de tirer avec des fléchettes anesthésiantes. Elle évolue au fil des missions.
Fléchette anesthésianteUn tir de ce pistolet règlementaire du MI6 à fléchettes anesthésiantes endort un ennemi pour plusieurs heures.
Nano-tenueLa nano-tenue rend 007 totalement invisible, idéale pour ne pas se faire repérer. Cependant, elle est sans effet si l'on bouge trop brusquement.
GrenadesCes pièces de monnaie apparemment normales renferment une dangereuse charge explosive. Il en existe trois types :
- À fragmentation : Blesse les ennemis pris dans l'explosion.
- Stroboscopique : Crée un flash aveuglant qui étourdit momentanément les ennemis.
- IEM (Impulsion électromagnétique) : Neutralise les dispositifs électroniques situés dans la zone d'explosion.

#### Bons baisers de Russie
Montre laserUn classique de James Bond. C'est une montre avec un laser incorporé (idéale pour ouvrir des portes, faire exploser des objets à travers des vitres blindées…)
Lance-grappinUtile pour atteindre certains endroits (corniches, etc.) ou descendre en rappel.
Q-coptèreC'est un mini hélicoptère télécommandé que l'on peut utiliser pour explorer certains endroits et que l'on peut faire exploser.
Boutons de manchette assourdissantsCes boutons de manchette émettent, une fois déclenchés, un son suraigu qui trouble les ennemis.
Mallette piégéeCette mallette contient une mitrailleuse qui fait feu sur les ennemis une fois ouverte. Elle peut être détruite.

## Autres
Ci-dessous figure la liste précédente à celle en cours de création :
- Voitures équipées, mallettes truquées font partie de la multitude de gadgets auxquels il fait appel.
- Sa montre peut parfois lui être une alliée précieuse. Ainsi, elle peut être aimantée (Vivre et laisser mourir), posséder un écran vidéo (Octopussy) ou une scie destinée à couper ses liens (Vivre et laisser mourir). Elle peut servir dans un train où il découpe le fer grâce à son laser (GoldenEye), échappe à une dizaine de personnes avec son grappin (Le monde ne suffit pas). Sa molette peut, quand elle est détachée de la montre, servir comme explosif ; James Bond n'a qu'à tourner le cadran de sa montre pour déclencher l'explosion (Meurs un autre jour, Spectre).
- Les gadgets de Bond peuvent être dissimulés dans des objets anodins, telle une bague qui peut briser des vitres épaisses grâce aux ultrasons qu'elle émet (Meurs un autre jour), ou encore un téléphone portable, comprenant un système de taser, permettant d'électrocuter un ennemi, un scanner d'empreintes digitales, un passe partout dissimulé dans l'antenne, un GPS d'une précision remarquable ainsi qu'un système de contrôle à distance de sa BMW 750iL, fonctionnalité ultime (Demain ne meurt jamais).
- La section Q met même au point une paire de lunettes offrant une vision à rayon X à Bond, parfaites pour repérer l'armement d'un adversaire sous ses vêtements, ou pour admirer les dessous affriolants des demoiselles aux alentours (Le monde ne suffit pas).
- Pour ceux tenant à leur élégance en toutes circonstances, un attaché case équipant tous les agents 00 est mis au point : il contient un poignard caché, une cartouche de gaz fumigène pour dissuader tout curieux voulant fouiller dans la valise, 50 souverains en or et un fusil à lunette à un coup démontable et équipé d'une lunette infrarouge (Bons baisers de Russie).
- Cependant, les ennemis de Bond ne sont pas en reste et disposent aux aussi de quelques bottes secrètes pour venir à bout de ce dernier. L'un a un fil de strangulation dissimulé dans sa montre (Red Grant dans Bons baisers de Russie), l'autre un pistolet en or qui se monte à partir de son briquet, de son étui à cigarette, de son stylo et d'un de ses boutons de manchette (Scaramanga dans L'homme au pistolet d'or), ou encore un chapeau aux bords tranchants, décapitant ou brisant la nuque de tout gêneur (Oddjob dans Goldfinger). L'un des hommes de main de Kamal Khan, dispose, quant à lui, d'une sorte de yo-yo scie circulaire (Octopussy).

Certains gadgets de James Bond peuvent aussi s'avérer surprenants, comme le Vaisseau crocodile dans Octopussy ou la conversion en voiture volante à turboréacteur, dans Vivre et laisser mourir (qui vole réellement, sous forme de modèle réduit télécommandé et plané un mètre après avoir décollé de sa rampe).